# Tecmo Bowl (jeu vidéo)
Tecmo Bowl (テクモボウル, Tekumo Bōru) est un  jeu d'arcade de football Américain développé et publié par Tecmo en 1987.